# En pays neufs
Pour plus de détails, voir Fiche technique et Distribution.
 En pays neufs  est un film documentaire québécois réalisé par Maurice Proulx, sorti en 1937. 

## Contexte et synopsis
Prêtre et agronome, Maurice Proulx commence dans les années 1930 à produire des films pédagogiques pour les cours qu’il dispense à l'école de Sainte-Anne-de-la-Pocatière. Le film relate l’histoire du développement de l’Abitibi ouverte à la colonisation au début du XXe siècle, pendant la Grande dépression. Le gouvernement québécois de l’époque, plus particulièrement le Ministère de l’agriculture, y offrait des terres de colonie avec l’appui du clergé pour contrer l’exode massif des québécois dans les usines de Nouvelle-Angleterre. Les familles allaient  faire de la terre en Abitibi, y défricher, y installer une maison et y cultiver. Elles ont ouvert cette région économique du Québec où, à l’agriculture, s’est ajouté depuis l’exploitation des forêts et des mines d’or et de cuivre. Maurice Proulx suit avec sa caméra amateur ces colons d’un pays neuf.
Une version sonore financée par le ministère de la Colonisation est préparée à New York en 1937 pour l'Exposition de Québec.

## Fiche technique
- Titre :  En pays neufs
- Réalisation : Maurice Proulx
- Scénario : Maurice Proulx
- Narrateur : Maurice Montgrain
- Montage : Maurice Proulx
- Musique : Maurice Montgrain
- Pays d'origine :  Canada
- Langue :
- Format : Noir et blanc
- Genre : film documentaire
- Durée : 67 minutes
- Dates de sortie :
  -  Canada : 6 septembre 1937